# Грибки (Московская область)
Грибки — деревня в городском округе Мытищи Московской области России. Население — 124 чел. (2010).

## География
Расположена на севере Московской области, в юго-западной части Мытищинского района, на Дмитровском шоссе А104, примерно в 14 км к западу от центра города Мытищи и 5 км от Московской кольцевой автодороги, рядом с городом Долгопрудным. Западнее деревни проходит линия Савёловского направления Московской железной дороги.
В деревне 53 улицы, 11 переулков, 8 тупиков, 3 проезда, приписано садоводческое товарищество. Связана автобусным сообщением с районным центром, а также городами Долгопрудным, Лобней и Москвой (маршруты № 25, 31, 33, 38, 302). Ближайшие сельские населённые пункты — село Виноградово, деревни Горки и Новогрязново, ближайшая станция — платформа Водники.

## Население
| 1852 | 1859 | 1890 | 1899 | 1926 | 2002 | 2010 |
| ---- | ---- | ---- | ---- | ---- | ---- | ---- |
| 66   | ↗83  | ↘70  | ↗96  | ↗141 | ↘100 | ↗124 |

## История
В середине XIX века деревня относилась к 4-му стану Московского уезда Московской губернии и принадлежала статскому советнику Ивану Ивановичу Бенкендорфу и поручику Александру Ивановичу Бенкендорфу, в деревне было 11 дворов, крестьян 31 душа мужского пола, 35 душ женского.
В «Списке населённых мест» 1862 года Воскресенское (Грибки) — владельческая деревня Московского уезда на Дмитровском тракте (из Москвы в Калязин), в 18 верстах от губернского города и 17 верстах от становой квартиры, при пруде, с 13 дворами и 83 жителями (40 мужчин, 43 женщины).
По данным на 1899 год — деревня Троицкой волости Московского уезда с 96 жителями.
По материалам Всесоюзной переписи населения 1926 года — деревня Виноградовского сельсовета Коммунистической волости Московского уезда в 3 км от станции Хлебниково Савёловской железной дороги, проживал 141 житель (60 мужчин, 81 женщина), насчитывалось 39 хозяйств, из которых 34 крестьянских.
С 1929 года — населённый пункт в составе Коммунистического района Московского округа Московской области. Постановлением ЦИК и СНК от 23 июля 1930 года округа как административно-территориальные единицы были ликвидированы.
В 2015 году в деревне был построен крупный производственно-складской комплекс.
В 2016 году петербургская компания «Эталон» объявила о намерении начать строительство малоэтажного жилого комплекса на полях деревни.
Административная принадлежность
1929—1935 гг. — деревня Виноградовского сельсовета Коммунистического района.
1935—1939, 1960—1963, 1965—1994 гг. — деревня Виноградовского сельсовета Мытищинского района.
1939—1959 гг. — деревня Виноградовского сельсовета Краснополянского района.
1959—1960 гг. — деревня Виноградовского сельсовета Химкинского района.
1963—1965 гг. — деревня Виноградовского сельсовета Мытищинского укрупнённого сельского района.
1994—2006 гг. — деревня Виноградовского сельского округа Мытищинского района.
2006—2015 гг. — деревня городского поселения Мытищи Мытищинского района.